# جوناثان أليوت
جوناثان أليوت (بالإنجليزية: Jonathan Elliot)‏ هو مؤرخ أمريكي، ولد في 1784، وتوفي في 1846.